# Tetrica fusca
Tetrica fusca är en insektsart som beskrevs av Stsl 1870. Tetrica fusca ingår i släktet Tetrica och familjen sköldstritar. Inga underarter finns listade i Catalogue of Life.